# Joël Sternheimer
Pour les articles homonymes, voir Évariste.
Joël Sternheimer, connu aussi depuis les années 1960 sous son nom de chanteur Évariste, est un chercheur indépendant français, né le 31 janvier 1943 à Montluel (Ain) et mort le 31 décembre 2023.
Il est à l'origine d'une théorie sur des phénomènes vibratoires qui, une fois rejoués, seraient capables de stimuler la croissance des végétaux et de soigner certaines maladies. Cette théorie est considérée comme étant pseudoscientifique, ses effets n'ayant pas été démontrés.

## Biographie

### Jeunesse et études
En 1964, il obtient une licence ès sciences mathématiques et un diplôme d'Études supérieures de mathématiques approfondies.
Le 16 novembre 1964, Louis de Broglie présente les recherches de Joël Sternheimer et Moshé Flato à l'Académie des Sciences de Paris, publication jamais citée et déconsidérée par les physiciens.
En 1966, il obtient son doctorat en physique théorique (3e cycle) à l'université de Lyon,.
Il est admis à Princeton ( https://maitron.fr/evariste-sternheimer-joel-max-dit/ ) et ne postule pas au concours d'entrée au CNRS et se reconvertit dans la musique, dans la vague des chanteurs Yéyé, sous le nom de scène d'Evariste, ce qui lui permet de financer ses recherches.

## Thème de recherche: les protéodies

### Action sur la synthèse des protéines
Une musique biologique agit, selon lui, non par l'effet mécanique des sons, mais par sa « reconnaissance » par le sujet intégré où est synthétisée la protéine, qui n'a lieu que s'il y a aval des autres échelles (résonance) : il s'agirait de fait d'une action ciblée. Autrement dit, lors du processus de synthèse des protéines, les acides aminés émettent des séquences de signaux quantiques[Lesquels ?] qui constituent une mélodie dont chaque note correspond à un acide aminé de la protéine visée.
Sternheimer prétend traduire et convertir l’ondulation des protéines en séquences musicales, prêtes à être téléchargées, qui « ressemblent à des comptines », dont le « tempo, la durée et le volume sonore modulent leur effet : inhiber, ou stimuler une protéine ».

### Application à l'agriculture
Sa méthode est utilisée par une centaine de vignerons, pour lutter contre diverses maladies du bois, comme l'esca sur les vignes de Champagne.
Elle est exploitée par la société Genodics, son efficacité reste controversée,.
Deux articles sont parus dans la revue des "Annales des Mines", numéro 103, de Juillet 2021, "Responsabilités et environnement". revue téléchargeable à : http://www.annales.org/re/2021/re_103_juillet_2021.pdf. Dans un premier, page 16 de la revue, "Existe t'il une biologie cellulaire des sons", sont présentés les travaux menés en laboratoire. Dans le second, page 69 de ce même numéro, "La génodique, de l'émergence d'un nouveau champ scientifique aux applications sur le terrain" sont présentés l'historique des travaux, leurs principes avec des liens sur différents autres documents, ainsi que des résumés des principaux résultats sur le terrain.

## Critiques
Les travaux de Joël Sternheimer sont critiqués par certains sceptiques, sa théorie est peu étudiée par les scientifiques, et considérée comme une pseudo-science,.
Au moins deux études ont été annoncées, censées démontrer l'efficacité de cette théorie, une sur des petits pois et une autre sur des tomates. Une seule est publiée en 2020. Comme le commente Catherine Lenne, botaniste à l’université Clermont Auvergne, « [ces] mélodies sont censées gouverner la synthèse de protéines de résistances aux maladies ou au stress de sécheresse, [mais rien] n’a jamais été testé scientifiquement. »,.
Ses travaux sont considérés « charlatanesques » par certains.
Suite à une étude prospective menée par le "Ministère de l’économie et des Finances" sur les techniques utilisant des ondes non ionisantes (Enjeux industriels et commerciaux des ondes non-ionisantes électromagnétiques et acoustiques – Conseil Général de l'Economie, Châpitre 3322 page 46 https://www.economie.gouv.fr/files/files/directions_services/cge/ondes.pdf ),
deux articles ont été publiés dans la revue scientifique des "Annales des Mines", numéro 103, de Juillet 2021, page 69 et page 16, résumant ces travaux.

## Mort
Joël Sternheimer meurt le 31 décembre 2023 à l'âge de 80 ans.

## Discographie
- 1967 : 45 tours (4 titres) :
  - Connais-tu l'animal qui inventa le calcul intégral ? ;
  - Si j'ai les cheveux longs c'est pour pas m'enrhumer atchoum! ;
  - Dans la lune ;
  - Évariste aux fans.
- 1967 : 45 tours (4 titres) :
  - La Chasse au boson intermédiaire ;
  - Wo i nee ;
  - Ma mie ;
  - Les Pommes de lune.
- 1968 : 45 tours (2 titres) :
  - La Révolution ;
  - La faute à Nanterre.
- 1969 : 33 tours :
  - Je ne veux pas mourir idiot.
- 1970 : 33 tours :
  - Je ne pense qu'à ça.
- 1974, télévision :
  - Belev Haleil.
- 1975 : 45 tours (2 titres) :
  - Reviens Dany, reviens ;
  - L'amour et la révolution.